# 60-фунтовая пушка
60-фунтовое казнозарядное орудие (Ordnance BL 60-pounder) — британская тяжёлая полевая пушка калибром 5 дюймов (127 миллиметров). 
Казнозарядное орудие было разработана в 1903—1905 годах для обеспечения новых возможностей, которые частично были реализованы в переходной 4,7-дюймовой скорострельной пушке (120 мм) (QF 4.7 inch Gun). Использовалась во время Первой мировой войны на основных театрах военных действий. После войны сохранялась на вооружении вооружённых сил Великобритании и стран Британского содружества. Во время Второй мировой войны применялась артиллерийскими частями Великобритании и Южно-Африканского союза до 1942 года, когда ей на смену пришла 4,5-дюймовая (114,3 мм) казнозарядная средняя пушка (BL 4.5 inch Medium Gun).
60-фунтовая пушка обычно использовалась для контрбатарейного огня. Максимальная дальность составляла 10 300 ярдов (9,4 км). Пушка стреляла снарядами весом 60 фунтов (27,3 кг). Она весила 4,4 т и перевозилась упряжкой в 12 лошадей или тягачом. Последующие модификации привели к тому, что вес орудия увеличился до пяти тонн и перевозить его стало возможно только с помощью гусеничного артиллерийского тягача. Эта пушка была одним из двух орудий, устанавливавшихся в первое самоходное орудие, построенное во время Первой мировой войны — Gun Carrier Mark I. 60-фунтовая пушка периода Первой мировой войны с хоботным лафетом была существенно легче чем орудия такого же калибра времён Второй мировой (например 122-мм пушка образца 1931/37 годов (А-19)), но по сравнению с ними имела существенно меньшую дальность стрельбы: 9—14 км вместо 18—21 км.

## История

### Разработка и применение
Эффективное использование бурами современных тяжёлых орудий во время Второй Англо-Бурской войны (1899—1902) стало откровением для европейских армий, включая британскую. Военные были впечатлены их мобильностью и дальностью стрельбы. Англичане использовали несколько тяжёлых орудий во время этой войны в особых ситуациях. После захвата Претории в 1900 г., лорд Робертс, главнокомандующий английскими силами в Южной Африке (а также артиллерийский офицер), разработал требования к новому тяжёлому артиллерийскому орудию: дальность стрельбы 10 000 ярдов, вес в упряжке не более 4 тонн и как можно более крупный снаряд. В соответствии с данными требованиями Артиллерийский Комитет в Лондоне заказал экспериментальные орудия, три из которых были испытаны.
Тем не менее, в 1902 г. под председательством полковника Перротта, командовавшего осадной артиллерией во время Англо-Бурской войны, был создан Комитет по тяжёлым батарейным орудиям (Heavy Battery Committee), состоявший из офицеров, имевших опыт боевого применения тяжёлой и осадной артиллерии в Южной Африке. В начале 1903 г. их первый доклад исключил из дальнейшего рассмотрения 4,7-дюймовую (120 мм) пушку, использовавшуюся в Южной Африке и 30-фунтовую пушку, использовавшуюся в Индии из-за их недостаточной огневой мощи. Из трёх представленных экспериментальных орудий комитет одобрил образец Армстронга, но забраковал все три варианта лафетов. Изыскивались новые решения, облегчавшие расчётам работу с орудием.  Испытания в 1904 г. нового образца, предусматривавшего как конную, так и механизированную тягу, привели к дальнейшим изменениям, но в 1905 г. был принят проект 60-фунтового казнозарядного орудия, несмотря на то, что его вес был на полтонны превышен по сравнению с заданием.
В 1900 году Военное министерство опубликовало план создания «Добровольческих позиционных батарей 4,7-дюймовых пушек» (‘Volunteer Position Batteries 4.7 inch guns’), превозносивший преимущества калибра 4,7 дюймов (обманчивость которых была уже осознана армией) и в 1902 и 1903 гг. парламент проголосовал за оснащение 60 добровольческих батарей 4,7-дюймовыми орудиями несмотря на то, что уже велась разработка 60-фунтовой пушки. У 4,7-дюймовой пушки было много слабых сторон, таких, например, как полевое оснащение, но она захватила воображение общественности. Тем не менее, в 1903 г. путём реорганизации трёх батарей осадной артиллерии и перевооружения их 4,7-дюймовыми пушками была сформирована тяжёлая бригада Королевской гарнизонной артиллерии (англ. Royal Garrison Artillery, RGA). В следующем году была сформирована вторая бригада из ещё трёх батарей RGA. Эти армейские бригады регулярного формирования были частью артиллерийского корпуса, хотя их оснащение было подходящим.
60-фунтовые пушки применялись на большинстве фронтов Первой мировой войны и вытеснили 4,7-дюймовые пушки. В начале войны они укомплектовывались 4 пушками, одна тяжёлая батарея RGA на каждую пехотную дивизию. В 1916 г. численность всех батарей на Западном фронте начали усиливать до 6 пушек. В то время тяжёлые батареи перестали быть подразделениями каждой пехотной дивизии и вошли в состав частей, в итоге получивших название Тяжёлых артиллерийских групп (Heavy Artillery Groups), которые состояли из нескольких батарей, вооружённых различными типами орудий. После Первой мировой войны они придавались бригадам, позднее — полкам.

## Производство
До начала Первой мировой войны в 1914 г. было выпущено 41 орудие, 13 из них были направлены в Канаду и Индию. Основным поставщиком была фирма Армстронг, наряду с фирмой Виккерс и Артиллерийской фабрикой в Вулвиче (Ordnance Factory Woolwich), также производившими полные комплекты оборудования. Основная сборка, включая стволы, производилась многими компаниями. Общий объём выпуска во время войны составил 1773 пушки (то есть ствола) и 1397 лафетов.

## Описание

### Основные особенности

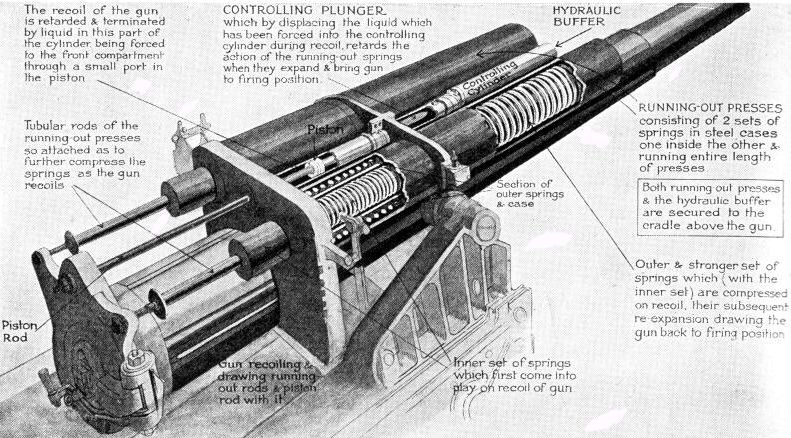
Противооткатные устройства располагались над стволом.

60-фунтовка была тяжёлой полевой пушкой или «позиционным орудием» (англ. ‘gun of position’), спроектированным как для перевозки упряжкой лошадей, так и буксировки тягачом. Она имела скорострельный откат (англ. quick firing recoil), это означает, что при стрельбе лафет оставался неподвижным. Ствол представлял собой трубу А (англ. A tube), скреплённую проволокой и заключённую в кожух; затвор − поршневой (англ. screw breach). Заряжание раздельное (то есть снаряд и снаряжённый заряд заряжались по отдельности). Нижний станок лафета включал в себя коробчатый хобот (англ. box trail). Он был спроектирован так, чтобы обеспечивать размещение одного наводчика с левым расположением прицелов и органов управления как азимутальной, так и вертикальной наводки. Система откатника располагалась над стволом и использовала гидравлический буфер с «гидропружинным» накатником (англ. recuperator) для возврата ствола в положение для стрельбы.
Несмотря на своё название «гидропружинная система» не использовала воды и представляла собой заполненный маслом цилиндр над стволом, где движение поршня через масло превращало кинетическую энергию отдачи в тепло, тем самым уменьшая отдачу до приемлемого уровня, и двух цилиндров по сторонам амортизатора, в которых размещались пружины накатника. Компоновка противооткатного устройства над стволом делала его уязвимым для неприятельского огня и в дальнейшем вышла из употребления. Поскольку противоосколочный щит на орудии отсутствовал, чтобы хоть как-то защитить цилиндры накатника от поражения осколками их зачастую обматывали канатом.
Сначала 60-фунтовые пушки оснащались тангентными прицелами с качающейся мушкой (англ. rocking bar) и шкалой расстояний отградуированной до 10 400 ярдов и 22 градусов, целик имел поправочную шкалу. Перед Первой мировой войной пушки были оснащены колеблющимися (совершающими возвратно-поступательное движение) прицелами, использовавшими как старый телескопический прицел № 5 (с 12-кратным увеличением), так и «Качающимся прицелом казнозарядных 60-фунтовых пушек Mk I или II» (англ. Sight Oscillating BL 60 pr Mk I or II), который включал в себя орудийный квадрант и шкалу расстояний, а также поправочный барабан для телескопического прицела. Они были заменены креплением № 3 для панорамы Герца (англ. dial sight).

### Пушка Mk I на лафете Mk I

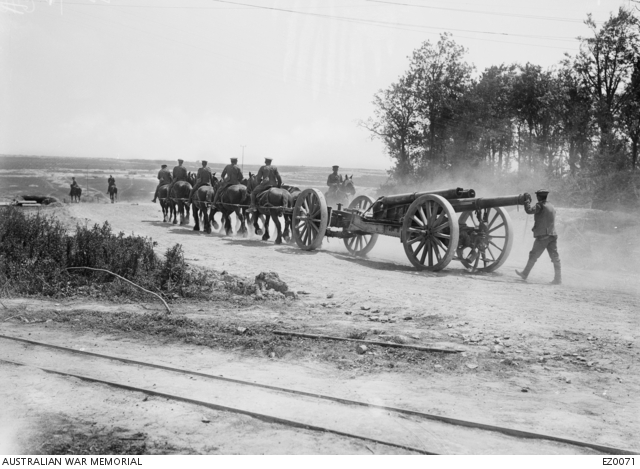
Пушка Mk I на лафете Mk I перевозимая десятком лошадей. Франция. Июнь 1916 г.

Исходные орудие и лафет 1904 г. были спроектированы так, что ствол и противооткатный механизм в походном положении откатывались назад по лафету (то есть кожух ствола откатывался к задней части хобота лафета). Так планировалось выравнивать весовую нагрузку между колёсными парами орудийного лафета и передка при буксировке орудия, минимизируя, таким образом, вес, приходящийся на каждое колесо. Изготовление такой люльки было достаточно сложным. Лафет Mk I имел обычные для полевой артиллерии деревянные спицованные колёса с железными шинами.
В феврале 1915, требования военного времени для производства и технического обслуживания привели к упрощению конструкции стволов, как например, на пушках Mk I* и Mk I**.

### Пушка Mk I на лафете Mk II

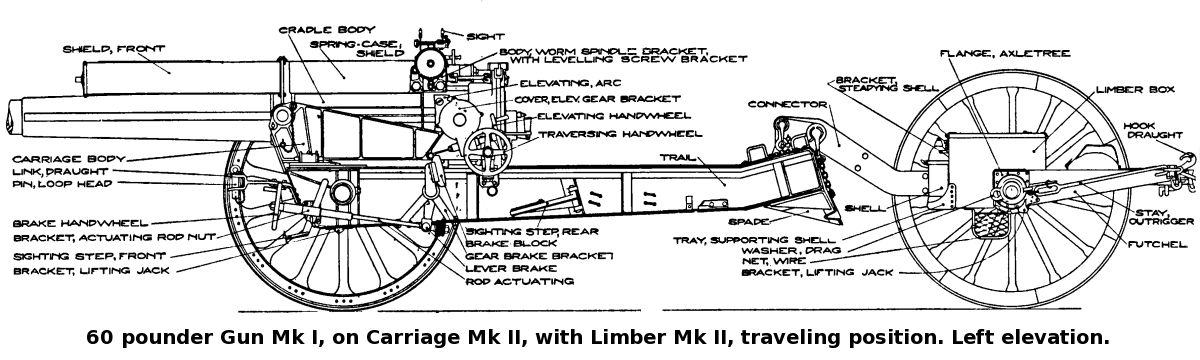
Пушка Mk I на лафете Mk II, походное положение

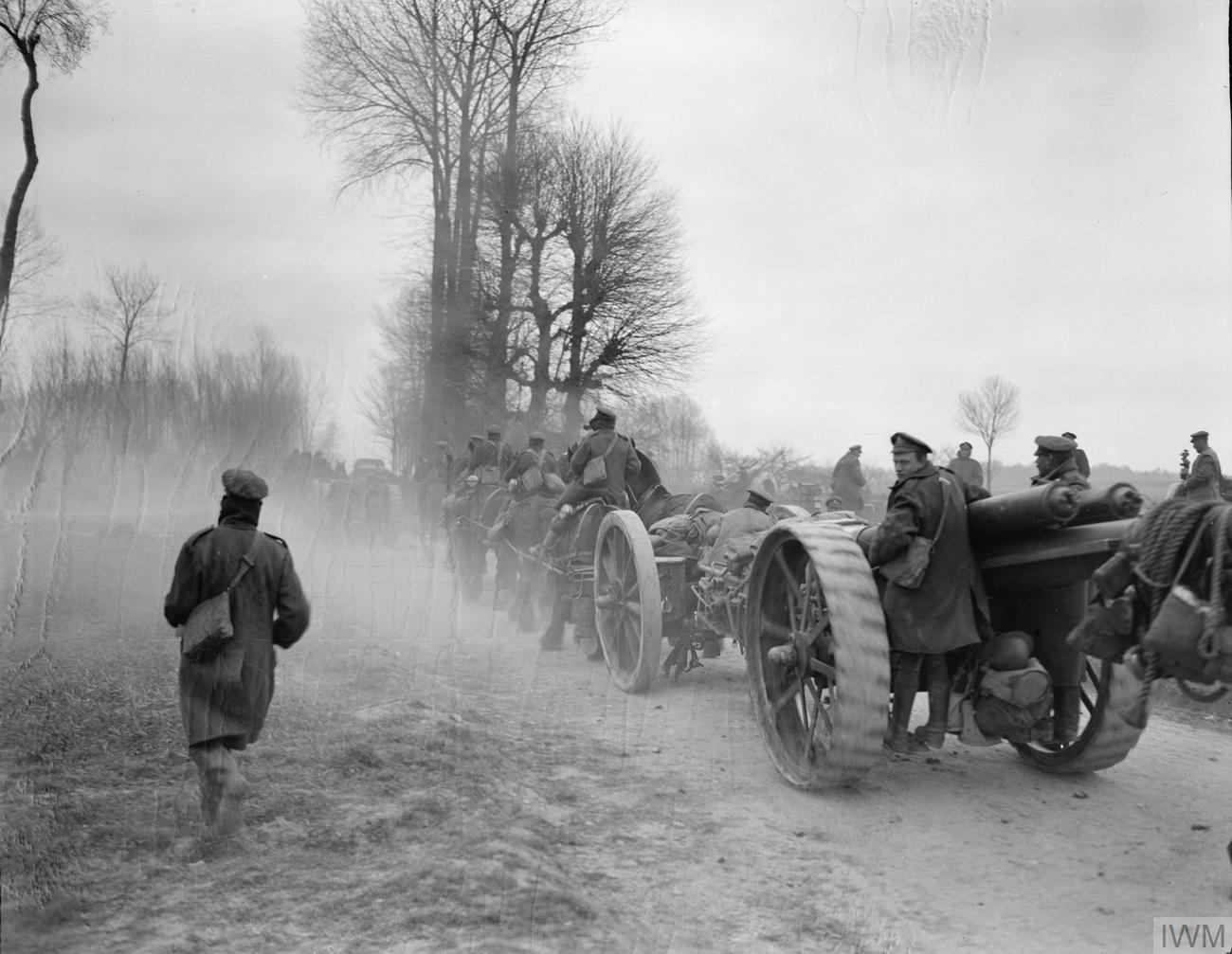
Пушка Mk I на лафете Mk II перевозимая десятком лошадей.

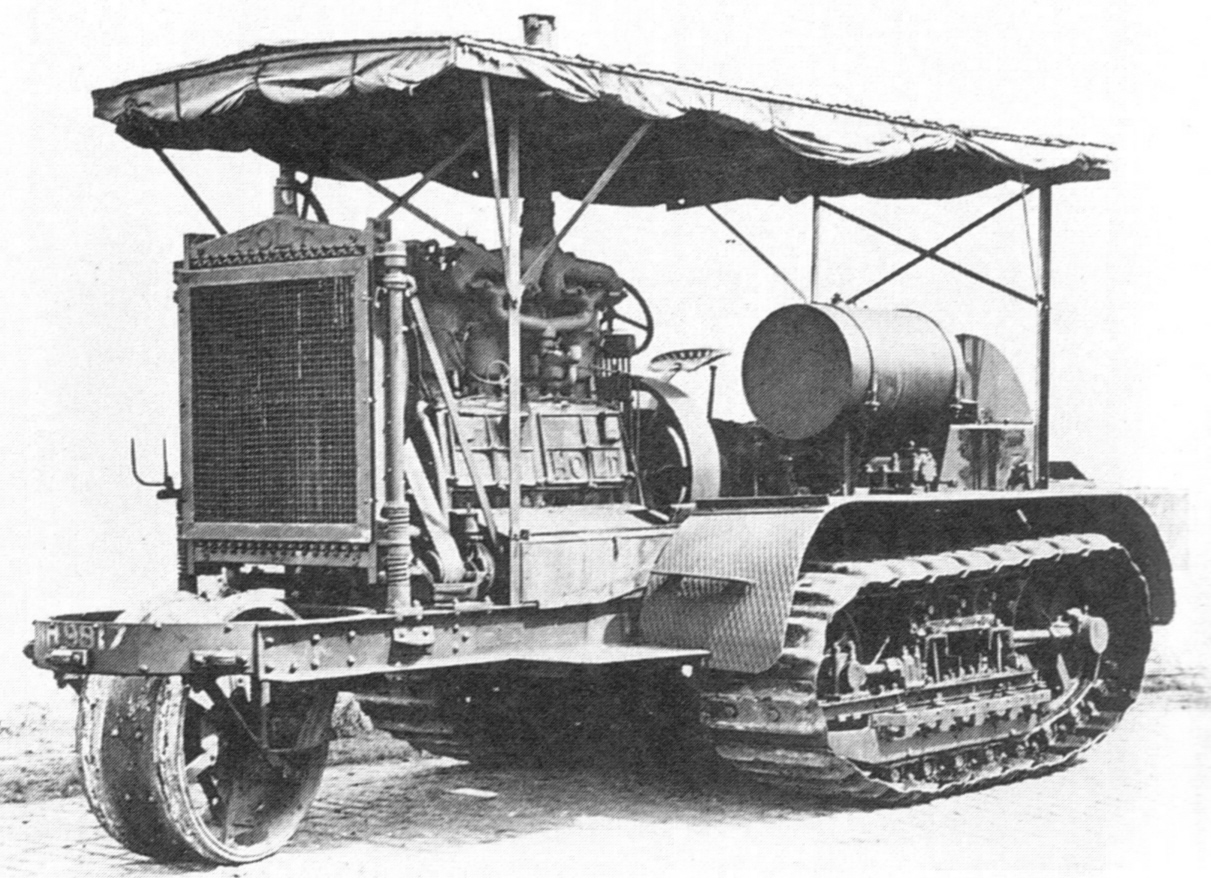
Артиллерийский тягач Холта

Производство лафетов в годы войны было упрощено в модификации Mk II путём отказа от возможности отката подвижной части орудия в походное положение. Это сместило основной вес в походном положении с колёс передка на колёса лафета — наибольшая нагрузка приходилась на колёса орудийного лафета, а не передка и возросла на 1 тонну. Чтобы справиться с возросшим весом, деревянные колёса заменили на колёса от тягача диаметром 5 футов (1,5 м) и шириной 1 фут (0,3 м). Колёса от тягача ещё более увеличили буксируемый вес, что потребовало заменить конную тягу артиллерийскими тягачами Холта. В начале 1917 г. были приняты новые тормоза, люлька новой конструкции и градуировки прицелов.

### Пушка Mk I на лафете Mk III
Возросший вес вместе с колёсами от тягача обусловили сложности с манёвренностью в типичных условиях распутицы. В июне 1916 г. командующий британскими экспедиционными силами генерал Дуглас Хэйг (Douglas Haig) направил запрос о возвращении более лёгкого лафета Mk I. Это было невозможно, но откат подвижной части орудия в походное положение был заново введён в упрощённой форме путём отсоединения ствола от противооткатной системы и его фиксирования на лафете в крайней задней позиции отката. Это снизило вес на 9 британских центнеров (457 кг). Деревянные спицованные колёса вернули обратно. Получился лафет Mk III , или Mk II* для переделанных лафетов Mk II.

### Пушка Mk II на лафете Mk IV.

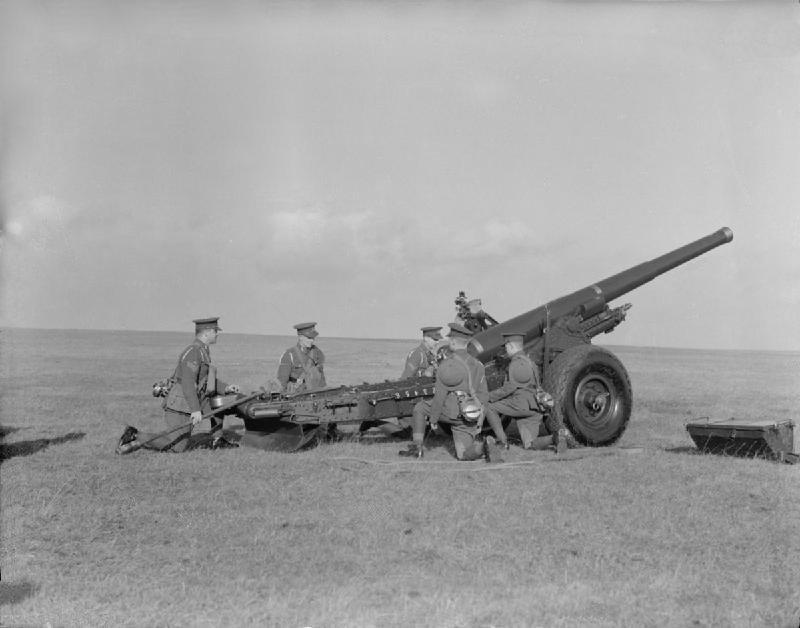
Mk II на пневматических шинах,
ок. 1938

Пушка Mark II, разработанная в 1918 г. имела более длинный ствол, новый хоботовый лафет, обеспечивавший возвышение ствола до угла 35° и механизм переменного отката, автоматически уменьшавший длину отката с 54 до 24 дюймов (с 1372 до 610 мм) при увеличении угла возвышения, расположенный под стволом гидропневматический накатник, однотактный затвор системы Эсбёри (single-motion Asbury breech). Она поступила на вооружение слишком поздно для того, чтобы участвовать в Первой мировой войне и, фактически, была новым орудием. Эта пушка была одним из двух типов орудий, которые могли устанавливаться на Gun Carrier Mark I.

### Межвоенный период
После Первой мировой войны были классификация различных типов тяжёлой артиллерии (включая осадную) была изменена на средние, тяжёлые и сверхтяжёлые орудия и данные термины стали использоваться как для описания типов орудий, так и для обозначений батарей и бригад. 60-фунтовая пушка была классифицирована как средняя. Это обозначение использовалось в различных документах во время Второй мировой войны, но не в официальных обозначениях батарей.
60-фунтовые орудия остались неизменными, за исключением модификаций лафетов для обеспечения использования механизации и новых прицелов. Сначала появился лафет Mk IVR с деревянными колёсами и монолитными резиновыми шинами, позднее — лафет Mk IVP с металлическими колёсами, пневматическими шинами и соответствующими тормозами. В Южной Африке был разработан новый лафет
собственной конструкции на базе Mk 1, в нём использовалась двухколёсная тележка на колёсах с пневматическими шинами.
У прицелов изменился тип градуировки, сначала на основании № 9 для панорамы Герца № 7. У этого основания были шкала поправок дульной скорости (muzzle velocity corrector scale) и лимб углов возвышения (elevating arc), расположенные под креплением прицела; лимб оснащался набором шкал дальностей, в зависимости от типа применяемого боеприпаса. Позднее было выпущено основание № 14, для прицела с градуировкой по схеме Проберта (Probert pattern calibrating sight), его шкала дальностей была двухсторонняя — для снаряда с радиусом кривизны головной части 8 калибров с полным зарядом (13 700 ярдов) и уменьшенным зарядом Mk IXC (8300 ярдов) на одной стороне и для 56-фунтового снаряда (15 200 ярдов) на другой стороны.
В 1930-х гг. несколько лафетов переделали под установку новых 4,5-дюймовых (114 мм) казнозарядных орудий, в результате чего получилось 4,5-дюймовое казнозарядное орудие Mk 1 на лафетах Mark IV и IVP 60-фунтового казнозарядного орудия, которое стало вытеснять 60-фунтовую пушку.

### Вторая мировая война
60-фунтовая пушка была снята с вооружения в 1941 г., но оставалась в качестве учебной до 1944 г. Её сменила казнозарядная 4,5-дюймовая (114 мм) пушка Mk 2 на лафете 4,5- и 5,5-дюймовых пушек.

## Боевое применение

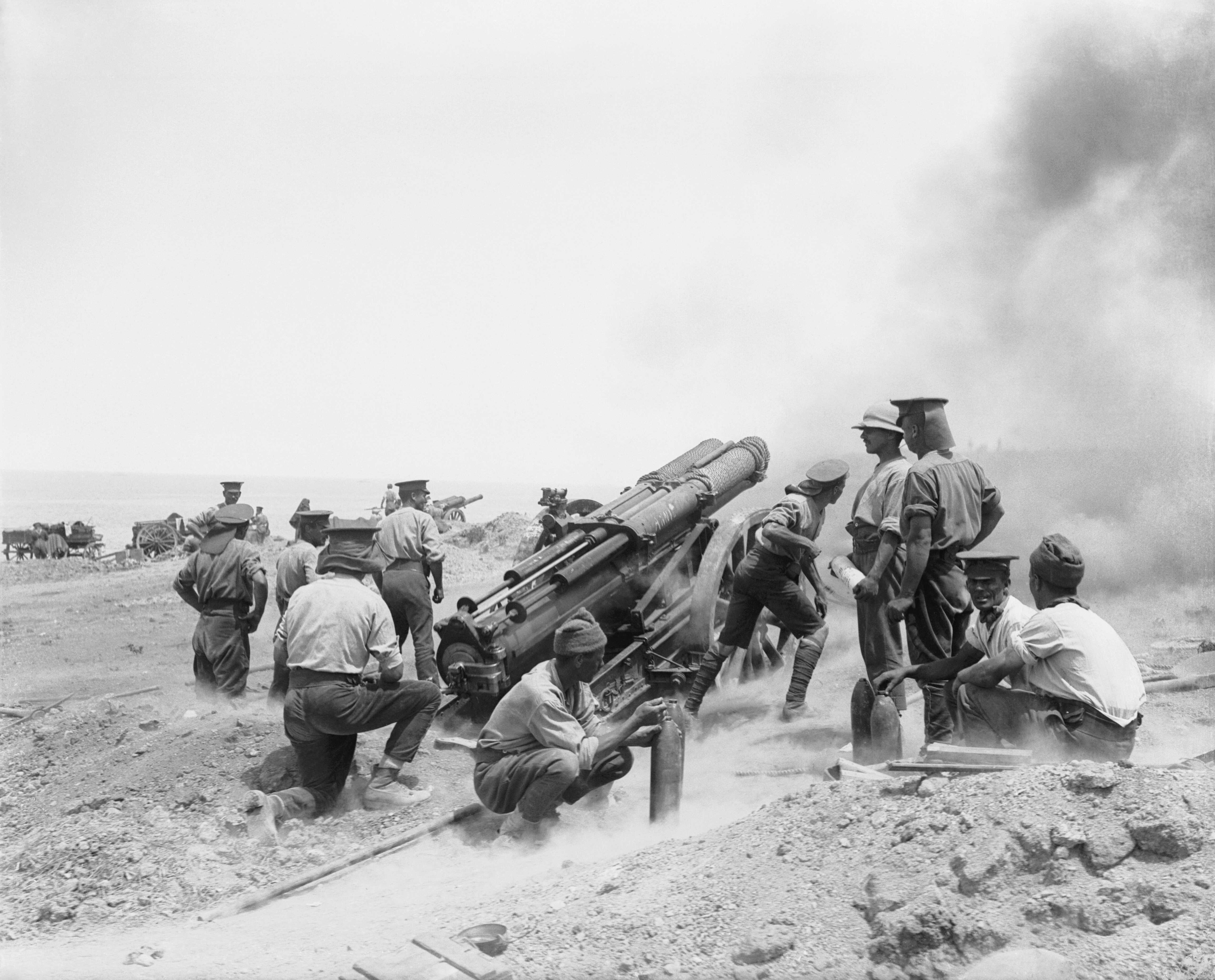
60-фунтовая пушка при полном откате ствола.
Бой на мысе Хеллес Дарданелльская операция, июнь 1915 г. Фотография Эрнста Брукса.

### Первая мировая война
Во время Первой мировой войны из 60-фунтовых пушек Mk I формировались «тяжёлые батареи» («Heavy Batteries»), действовавшие в составе Королевской гарнизонной артиллерии и применявшиеся главным образом для контрбатарейной борьбы (то есть для подавления и уничтожения артиллерии противника).
На начало Первой мировой войны каждой пехотной дивизии Британских экспедиционных сил придавалась отдельная 4-орудийная батарея соответственно наличию орудий — первоначально их число ограничивалось 1-6 регулярными дивизиями, другие были укомплектованы устаревшими 4,7-дюймовыми скорострельными пушками. В начале 1915 г. батареи 60-фунтовых пушек передали из подчинения дивизий в армейское подчинение. По мере производства 60-фунтовых орудий 4,7-дюймовые пушки снимались с вооружения.
Такие авторы, как генерал Фэрндэйл (General Farndale), иногда относят 60-фунтовые орудия к «средним» пушкам, но во время Первой мировой войны они официально относились к тяжёлым пушкам.
С 30 июня 1916 г. Военное министерство приняло рекомендации генерал-майора Бёрча по увеличению численности тяжёлых батарей до 6 орудий, поскольку на Западном фронте требовалось больше орудий для лучшей концентрации огневой мощи, при одновременном уменьшении тылового управления большинства батарей. Батареи на других, второстепенных ТВД, по-видимому, сохранили в своём большинстве 4-орудийный штат.
Во время Первой мировой войны пушки Mk I могли стрелять только 60-фунтовыми (27,3 кг) снарядами с радиусом кривизны головной части 2 калибра на дальность 10 300 ярдов (9,4 км), и позднее более обтекаемыми снарядами с радиусом кривизны головной части 8 калибров на дальность 12 300 ярдов (11,2 км). При весе в 4,4 тонны, для перевозки 60-фунтовой пушки требовалась упряжка от 8 до 12 лошадей в зависимости от тяжести условий. Механическая тяга из тягачей Холта и позднейших грузовиков заменила лошадей к концу Первой мировой войны.
В конце войны на территории Великобритании не было ни одной батареи, 74 батареи использовались в Британских экспедиционных силах на Западном фронте, три в Италии, 11 в Македонии, семь в Палестине и четыре в Месопотамии. Кроме того, на Западном фронте действовали 2 канадских батареи, они были единственными не-британскими частями использовавшими 60-фунтовые пушки.

### После Первой мировой войны
60-фунтовые орудия оставались на вооружении в межвоенный период и применялись во время интервенции в Советскую Россию (1919 г.) и боевых действий в Месопотамии (1920-21 гг.).

### Вторая мировая война
Во время Второй мировой войны 60-фунтовые орудия состояли на вооружении полков средней артиллерии (medium regiments) Британских экспедиционных сил (БЭС) во Франции и в Северной Африке, артиллерии Южно-Африканского союза в Восточной Африке и австралийской батареи в Тобруке. Последний раз они участвовали в боях в Западной Пустыне. 19 орудий Британских экспедиционных сил были потеряны во Франции. Предполагается, что общее количество 60-фунтовых орудий на вооружении Великобритании в августе 1940 г. составляло 134 шт., по большей части переоборудованных и отремонтированных орудий.

## На вооружении США
США приобрели несколько 60-фунтовых орудий, предположительно — для оценки, результаты которой были опубликованы в майском номере «Артиллерийского справочника» за 1920 год:

«Соединённые Штаты приобрели в Великобритании несколько батарей 5-дюймовых 60-фунтовых пушек с необходимыми машинами сопровождения. Вся данная военная техника целиком и полностью разработана и изготовлена в Великобритании, образцы переданные Соединённым Штатам включают пушку Mark I, установленную на лафете Mark II; передок лафета Mark II, зарядный ящик Mark II и передок зарядного ящика Mark II.»
— Артиллерийский справочник, Артиллерийский департамент США, Май 1920, с. 189

Оригинальный текст (англ.)"The United States procured a number of batteries of 5-inch 60 pounder guns with the necessary accompanying vehicles from Great Britain. The materiel is of British design and manufacture throughout, and the units ceded to the United States include the Gun, Mark I, mounted on a carriage, Mark II; the gun carriage limber, Mark II, the ammunition wagon, Mark II; and the ammunition wagon limber, Mark II".
— Handbook of Artillery, US Ordnance Dept, May 1920, page 189
В руководстве приводились фотографии, изображавшие пушку Mk I на лафете Mk II с колёсами от тягача, характерными для лафета Mk II, и схема, показывающая пушку в переднем походном положении (то есть весом, приходящимся на лафет) соответствующему конструкции лафета Mk II.

## Боеприпасы
В начале Первой мировой войны боеприпасы для 60-фунтовых орудий имели соотношение 70 % шрапнельных снарядов и 30 % фугасных (HE). Радиус кривизны головной части стандартного снаряда был 2 калибра, но в 1917 г. был принят на вооружение снаряд с радиусом кривизны головной части 8 калибров.
Впоследствии, после Первой мировой войны был принят на вооружение 56-фунтовый снаряд с радиусом кривизны головной части 10 калибров и дальностью до 15 200 ярдов. Тем не менее, его боевой заряд составлял менее 2/3 зарядов различных 60-фунтовых боеприпасов, при этом сам снаряд был примерно на 3 дюйма (76 мм) короче.
Шрапнель также варьировалась по весу пуль — от 35 до 41 пули на фунт (11-13 г) и общего количества пуль в снаряде — от 616 (Mk ID) до 992 (Mk I) шт.
60-фунтовые орудия также использовали химические боеприпасы, за исключением дымовых и зажигательных.

### Боеприпасы времён Первой мировой войны
|                 |                                                      |                                                     |                            |                                         |                         |                                          |                            |
| Кордитный заряд | снаряд общего назначения Mk III снаряжённый лиддитом | ударный взрыватель № 17 D.A. для лиддитного снаряда | разрывной (HE) снаряд Mk V | взрыватель № 101 для разрывного снаряда | шрапнельный снаряд Mk I | взрыватель № 83 для шрапнельного снаряда | V.S. ударная трубка Mk VII |

## Галерея

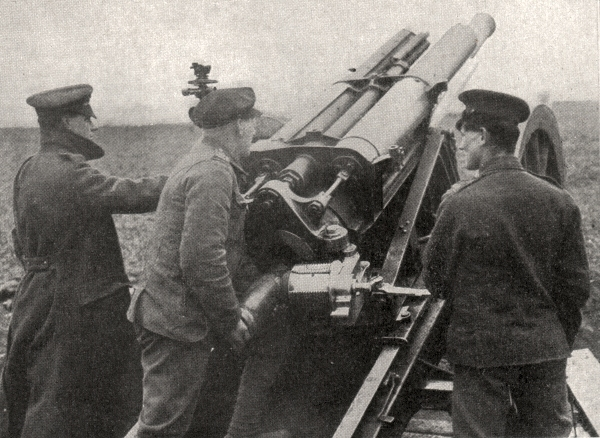
Заряжание 60-фунтового орудия, Первая мировая война
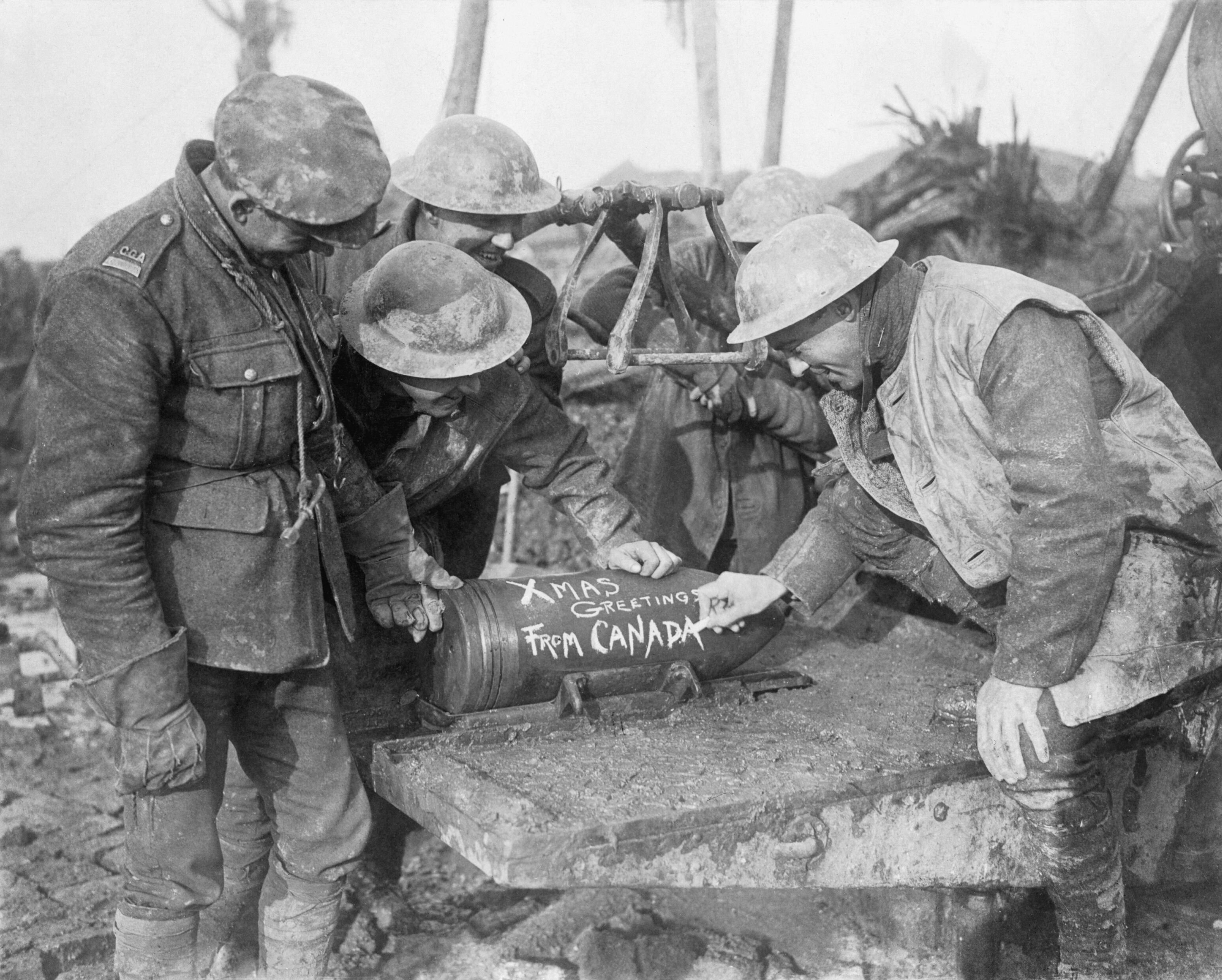
Канадские артиллеристы пишут поздравление с Рождеством на снаряде 60-фунтовой пушки, Сомма, Ноябрь 1916 г.
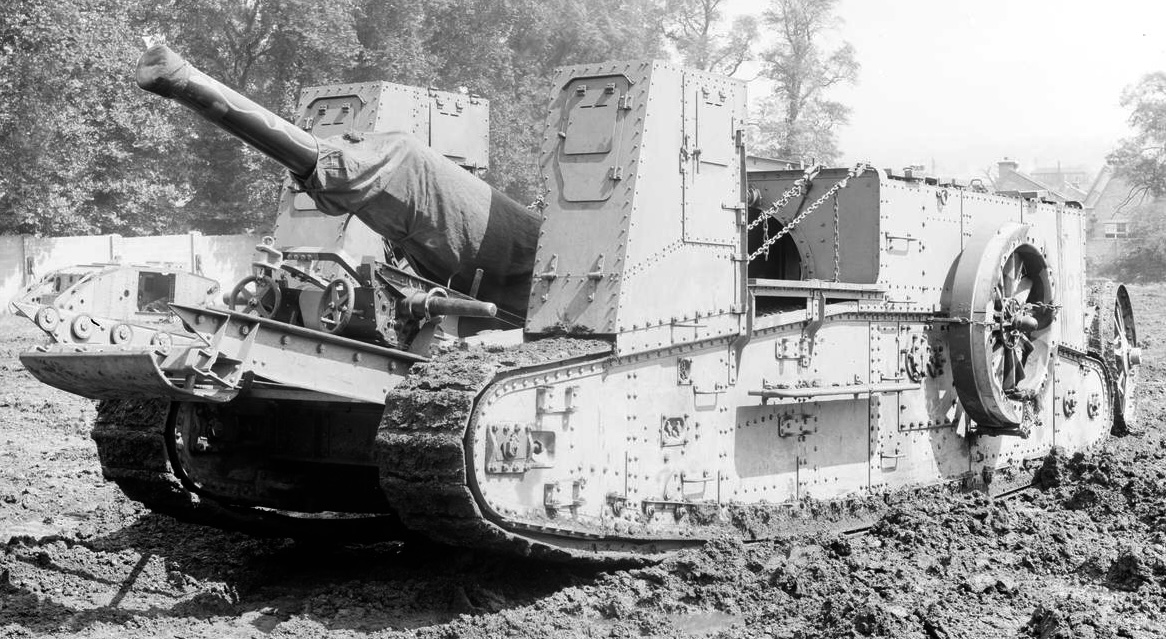
Первое серийное самоходное орудие — Gun Carrier Mark I[англ.]

## Сохранившиеся экземпляры

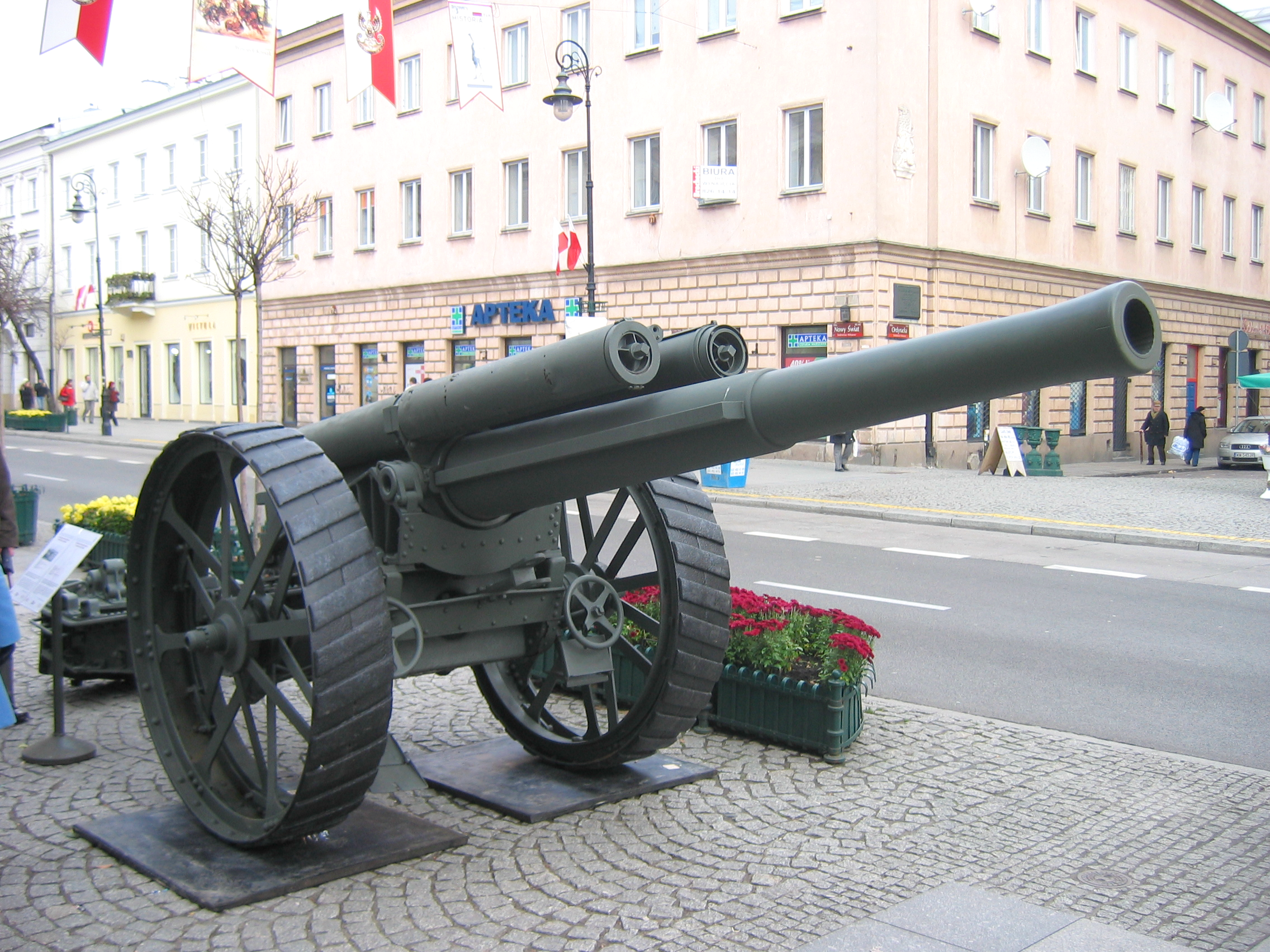
60-фунтовая пушка Mk I на лафете Mk II, захваченная РККА у английских интервентов в 1919 г. Во время советско-польской войны 1920—1921 гг. захвачена у РККА Войском Польским, Варшава.

- В Имперском военном музее, Лондон, Великобритания
- В центральном музее Королевского полка Канадской артиллерии, Шило Манитоба, Канада
- Музей Войска Польского, Варшава, Польша
- [[:Файл:Springfield SD artillery.jpg|Пушка Mk I в Террас Парке, Спрингфилд, Южная Дакота, США]]
- Кейро, Иллинойс, США